# Taraxacum subericinum
Taraxacum subericinum — вид квіткових рослин з родини айстрових (Asteraceae). Вид зростає в Європі: Чехія, Данія, Франція, Німеччина, Нідерланди, Польща; це багаторічна рослина помірних біомів.